# Kanton Auzon
Der Kanton Auzon war von 1790 bis 2015 ein französischer Wahlkreis im Arrondissement Brioude im Département Haute-Loire und in der Region Auvergne. Vertreterin im Generalrat des Départements war von 2004 bis 2015 Nicole Chassin (PS).

## Geschichte
Der Kanton wurde am 4. März 1790 im Zuge der Einrichtung der Départements als Teil des damaligen "Distrikts Brioude" gegründet.
Mit der Gründung der Arrondissements am 17. Februar 1800 wurde der Kanton als Teil des damaligen Arrondissements Brioude neu zugeschnitten. Zum März 2015 wurde der Kanton aufgelöst. Seine Gemeinden gingen in dem neuen Kanton Sainte-Florine auf.
Siehe auch Geschichte D´´epartement Haute-Loire und Geschichte Arrondissement Brioude.

## Gemeinden
Der Kanton umfasste zwölf Gemeinden:
| Gemeinde             | Einwohner Jahr | Fläche km² | Bevölkerungsdichte | Code INSEE | Postleitzahl |
| -------------------- | -------------- | ---------- | ------------------ | ---------- | ------------ |
| Agnat                | 189 (2013)     | 19,65      | 10 Einw./km²       | 43001      | 43100        |
| Auzon                | 876 (2013)     | 16,96      | 52 Einw./km²       | 43016      | 43390        |
| Azérat               | 266 (2013)     | 18,11      | 15 Einw./km²       | 43017      | 43390        |
| Champagnac-le-Vieux  | 222 (2013)     | 20,61      | 11 Einw./km²       | 43052      | 43440        |
| Chassignolles        | 72 (2013)      | 18,27      | 4 Einw./km²        | 43064      | 43440        |
| Frugerès-les-Mines   | 538 (2013)     | 1,08       | 498 Einw./km²      | 43099      | 43250        |
| Lempdes-sur-Allagnon | 1326 (2013)    | 10,4       | 128 Einw./km²      | 43120      | 43410        |
| Sainte-Florine       | 3047 (2013)    | 7,67       | 397 Einw./km²      | 43185      | 43250        |
| Saint-Hilaire        | 171 (2013)     | 14,64      | 12 Einw./km²       | 43193      | 43390        |
| Saint-Vert           | 111 (2013)     | 20,67      | 5 Einw./km²        | 43226      | 43440        |
| Vergongheon          | 1846 (2013)    | 12,61      | 146 Einw./km²      | 43258      | 43360        |
| Vézézoux             | 568 (2013)     | 7,13       | 80 Einw./km²       | 43261      | 43390        |